# ヴィーンヌィツャ
ヴィーンヌィツャ（ウクライナ語: Вінниця [ˈʋinːɪtsʲɐ] ( 音声ファイル)）はウクライナのヴィーンヌィツャ州にある都市。ヴィーンヌィツャ州の州庁所在地である。南ブーフ川の河岸に位置する。面積は113.2 km²。人口は356,625人（2024年）、人口密度は3290人/km²。歴史的なポディーリャ地域最大の都市であり、経済・文化の中心地として知られる。ヴィンニツャとも表記される。
ヴィーンヌィツャは1355年に創建された。1640年に自治権を獲得した。1795年に市制施行された。
市内ではヴィーンヌィツャ駅がある。首都キーウまでの直線距離は199 kmであるが、鉄道で221 km、車道で246 kmとなっている。ヴィーンヌィツャの日は、9月の第3の日曜日となっている。

## 位置
ウクライナの首都キーウから260 km、西ウクライナの中心都市リヴィウからは369 km、南ウクライナの中心都市オデーサからは429 kmある。移動は、鉄道を利用するのが一般的である。

## 気候
年に6日から20日程度は、吹雪に覆われる。また、37日から60日程度は冷たい霧に包まれる。雹の嵐は3日から5日程度ある。平均気温：1月 零下5.8 度、7月 18.3 度。年間降水量：638 mm。ヴィーンヌィツャは温暖な夏と比較的短い冬が特徴の湿潤大陸性気候（ケッペン分類: Dfb）に属する。
| ヴィーンヌィツャ（1991-2020）の気候 | ヴィーンヌィツャ（1991-2020）の気候 | ヴィーンヌィツャ（1991-2020）の気候 | ヴィーンヌィツャ（1991-2020）の気候 | ヴィーンヌィツャ（1991-2020）の気候 | ヴィーンヌィツャ（1991-2020）の気候 | ヴィーンヌィツャ（1991-2020）の気候 | ヴィーンヌィツャ（1991-2020）の気候 | ヴィーンヌィツャ（1991-2020）の気候 | ヴィーンヌィツャ（1991-2020）の気候 | ヴィーンヌィツャ（1991-2020）の気候 | ヴィーンヌィツャ（1991-2020）の気候 | ヴィーンヌィツャ（1991-2020）の気候 | ヴィーンヌィツャ（1991-2020）の気候 |
| 月                                  | 1月                                 | 2月                                 | 3月                                 | 4月                                 | 5月                                 | 6月                                 | 7月                                 | 8月                                 | 9月                                 | 10月                                | 11月                                | 12月                                | 年                                  |
| ----------------------------------- | ----------------------------------- | ----------------------------------- | ----------------------------------- | ----------------------------------- | ----------------------------------- | ----------------------------------- | ----------------------------------- | ----------------------------------- | ----------------------------------- | ----------------------------------- | ----------------------------------- | ----------------------------------- | ----------------------------------- |
| 日平均気温 °C                       | −3.8                                | −2.7                                | —                                   | —                                   | —                                   | —                                   | 20.0                                | 19.4                                | —                                   | —                                   | —                                   | —                                   | —                                   |
| 降水量 mm                           | 29                                  | —                                   | —                                   | —                                   | —                                   | —                                   | 73                                  | —                                   | —                                   | —                                   | —                                   | —                                   | —                                   |
| 日平均気温 °F                       | 25.2                                | 27.1                                | —                                   | —                                   | —                                   | —                                   | 68                                  | 66.9                                | —                                   | —                                   | —                                   | —                                   | —                                   |
| 降水量 inch                         | 1.14                                | —                                   | —                                   | —                                   | —                                   | —                                   | 2.87                                | —                                   | —                                   | —                                   | —                                   | —                                   | —                                   |
| 出典1：Pogoda.ru.net                |                                     |                                     |                                     |                                     |                                     |                                     |                                     |                                     |                                     |                                     |                                     |                                     |                                     |
| 出典2：NOAA (湿度・日照時間)        |                                     |                                     |                                     |                                     |                                     |                                     |                                     |                                     |                                     |                                     |                                     |                                     |                                     |

## 歴史
現在ヴィーンヌィツャとなっている近辺への入植は、10世紀半ばには行われていた。この時期にウーリチ人やチーベレツ人が入植し、キエフ・ルーシを構成する国家となった。その後、この国はジョチ・ウルスのもとにあったハールィチ・ヴォルィーニ大公国に服属した。
1362年、アルギルダス大公率いるリトアニア大公国軍がタタール軍を駆逐すると、一帯は同国の統治下に入った。アルギルダスの甥たちは同地に新たな要塞都市の建設を始め、これがのちのヴィーンヌィツャのもととなった。これについては、1363年の記録が最古の言及文書となっている。
1640年には、マクデブルク法が適用された。
1648年7月7日、ボフダン・フメリニツキーの軍勢がヴィーンヌィツャに入った。フメリニツキーの側近マクスィム・クルィヴォニースは、この地にカリヌィーク連隊(ヴィーンヌィツャ連隊)を置いた。
ウクライナがポーランド王国の支配から脱した17世紀にあって、ヴィーンヌィツャの市民も1651年9月に独立を手にした。このとき、3千のコサック部隊を率いたイヴァーン・ボフーンが2万からなるポーランド王国軍を破った。1643年から1653年の間、ヴィンヌィーツャはボフダン・フメリニツキーの訪問を受けた。1653年から1667年の間、ヴィーンヌィツャはヘーチマン国家の領域に収められた。
その後、ポーランド分割の行われた1795年にヴィーンヌィツャは正式に都市となった。19世紀、ヴィーンヌィツャは経済的にも発展を遂げた。1871年にはキエフ＝バールタ鉄道が開通した。1914年には、ヴィーンヌィツャはポヂーリャ県の行政中心都市となった。

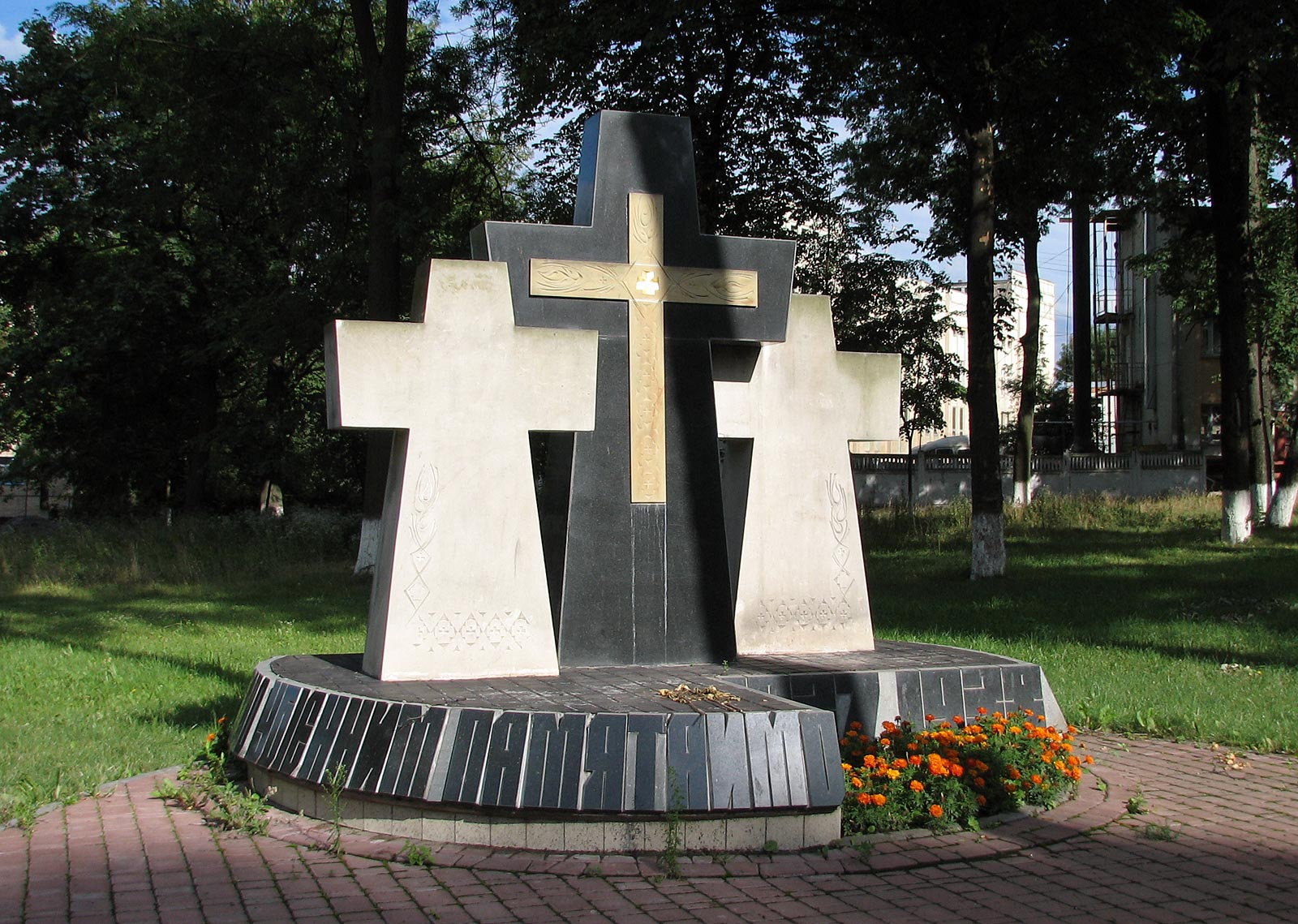
現在のヴィーンヌィツャにおける大虐殺の犠牲者記念碑。

1917年にロシア革命が勃発すると、この年から1920年の間、ヴィーンヌィツャは内戦の嵐に巻き込まれた。この地は、ロシア内戦、ウクライナ内戦、ポーランド・ソヴィエト戦争、ウクライナ・ソヴィエト戦争の戦場となった。ヴィーンヌィツャには、労働者及び兵士代表革命委員会の政府の他、オーストリア・ハンガリー帝国軍やアントーン・デニーキン将軍の本営が置かれた。またこの間にはホテル「サヴォーイ」にウクライナ人民共和国の暫定政府が置かれたこともあった。内戦は、結局ボリシェヴィキとポーランドがウクライナを二分する形で終結した。
ウクライナ社会主義ソヴィエト共和国がソ連に加盟したのち、1923年にはヴィーンヌィツャはこの地方の中心都市となった。1931年からは、現在に到るまでヴィーンヌィツャ州の州庁所在地となっている。
1937年から1938年にかけてのソ連の大粛清の時代にはヴィーンヌィツャ大虐殺が起き、1万人弱の市民が大量虐殺に遭った。
大祖国戦争の間に、人口は10万から2万7千にまで減少した。特に、1943年にはナチス・ドイツ軍によって大量虐殺が行われた。
1991年のウクライナの独立に伴い、都市の公式の名称はそれまでのロシア語名ヴィーンニツァからウクライナ語名ヴィーンヌィツャへと変更された。

### 最近の出来事
2022年のロシアのウクライナ侵攻では、ヴィーンヌィツャ市中心部がロシアのミサイル攻撃を受け、27人が死亡、80人が負傷した。2023年には、ヴィーンヌィツャがEUに代表事務所を開設し、ウクライナの地方自治体として4番目の事例となった。

## 軍事
大祖国戦争終結より、ヴィーンヌィツャにはソ連空軍の主要支部が置かれた。これには飛行場(ハヴリシウカ・ヴィーンヌィツャ国際空港)、病院、火器庫などの軍事設備が付属し、空軍の中枢機関のひとつとなった。
ウクライナが独立すると、1992年よりこの設備は新設されたウクライナ空軍の本部として使用されるようになった。2022年のロシア侵攻では、空軍司令部がミサイル攻撃により大きな被害を受けた。

## 交通
- ヴィーンヌィツャ市電：市内の主要な公共交通手段で、6路線が運行されている[30]。
- ヴィーンヌィツャ鉄道駅：ウクライナ南西部鉄道の一部で、国際列車も停車[31]。
- ハヴリシウカ・ヴィーンヌィツャ国際空港：市郊外に位置する軍民共用空港[32]。

## 建築物

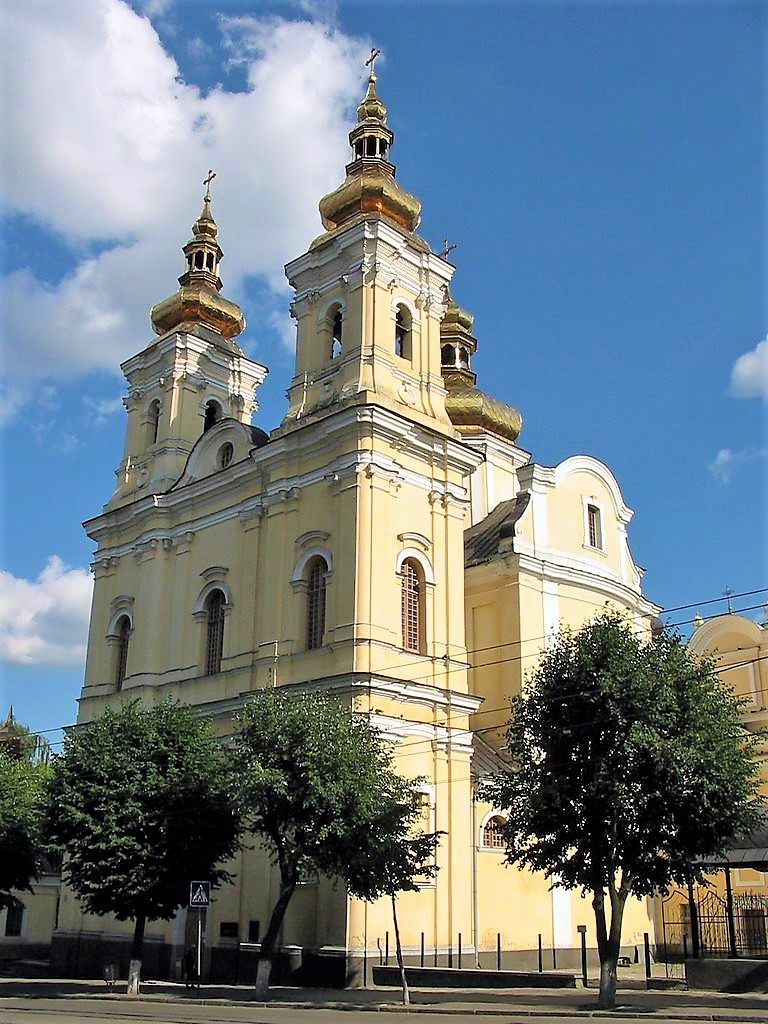
聖ドミニコ教会

市内には、いくつもの教会がある。そのうち、聖ドミニコ教会は1758年に建てられたものである。
ヴィーンヌィツャにあるテレビ塔は、高さ354 m、鉄製で、2レベルと3幅の電波を扱うことができる。

## 出身者
- ムィハーイロ・ムィハーロヴィチ・コツュブィーンシクィイ - ウクライナの作家。ウクライナ文学における古典的作品を残した[35]。
- ユーリイ・ムィハーイロヴィチ・コツュブィーンシクィイ - ウクライナの革命家。キエフ1月蜂起で赤軍を指導。ムィハーイロ・コツュブィーンスィクィイの息子。
- ヴォロディーミル・フロイスマン - ウクライナの政治家。第16代首相[36]。
- ヴラディーミル・コジュハーリ - ウクライナの指揮者[37]。

## 姉妹都市
- キェルツェ, ポーランド[38]。
- ピーターバラ, 英国[38]。
- バーミングハム, 米国[38]。
- ルィーブヌィツャ, モルドヴァ[38]。
- ブルサ, トルコ[38]。
- リペツク, ロシア[38]。
- カールスルーエ, ドイツ[38]。
- バト・ヤム, イスラエル[38]。
- パネヴェジース, リトアニア[38]。
- ナンシー, フランス[38]。

## 経済
ヴィーンヌィツャはウクライナの主要な工業都市であり、ロシェン製菓、クリスタルダイヤモンド研磨、フォート（銃器製造）などが拠点を置く。近年はIT産業が成長し、PlaytikaやEPAMウクライナなど国際的な企業が進出している。

## 観光名所
- ロシェン噴水：ヨーロッパ最大の浮体噴水で、夜のライトショーが人気[41]。
- ピロゴフ国立博物館：外科医ニコライ・ピロゴフの邸宅で、彼の遺体が保存されている[42]。